# Herb Oleszyc
Herb Oleszyc – jeden z symboli miasta Oleszyce i gminy Oleszyce w postaci herbu.

## Wygląd i symbolika
Herb przedstawia w polu czerwonym pół toczenicy srebrnej, na której zaćwieczona takaż rogacina (jest to herb szlachecki Ogończyk).

## Historia
Herb nawiązuje do herbu rodowego Działyńskich, dawnych właścicieli Oleszyc. Został przyjęty przez władze miejskie w 1985 roku.